# Чемпионат мира по спортивной акробатике 1978
3-й чемпионат мира по спортивной акробатике проходил в Софии (Болгария) в 1978 году.

### Мужские акробатические прыжки

#### Многоборье
| Ранг | Гимнаст            | Страна | Очки   |
| ---- | ------------------ | ------ | ------ |
| 1    | Александр Рассолин | СССР   | 39,365 |
| 2    | Игорь Брикман      | СССР   | 39,066 |
| 3    | Стив Эллиот        | США    | 37,999 |

#### Первое Упражнение
| Ранг | Гимнаст            | Страна | Очки   |
| ---- | ------------------ | ------ | ------ |
| 1    | Александр Рассолин | СССР   | 19,666 |
| 2    | Стив Эллиот        | США    | 19,433 |
| 3    | Игорь Брикман      | СССР   | 19,366 |

#### Второе упражнение
| Ранг | Гимнаст            | Страна   | Очки   |
| ---- | ------------------ | -------- | ------ |
| 1    | Александр Рассолин | СССР     | 19,766 |
| 2    | Игорь Брикман      | СССР     | 19,633 |
| 3    | Стив Эллиот        | США      | 19,40  |
| 3    | Пламен Евтимов     | Болгария | 19,40  |

### Группа мужская

#### Многоборье
| Ранг | Команда                                                              | Страна   | Очки   |
| ---- | -------------------------------------------------------------------- | -------- | ------ |
| 1    | Лешек Антонович, Иозеф Швечик, Богдан Зайонц, Славомир Халада        | Польша   | 39,133 |
| 2    | Валерий Гончаренко, Николай Гусев, Сайпудин Абубакаров, Игорь Якушов | СССР     | 39,066 |
| 3    | Димитр Димитров, Вихо Колев, Емил Анголов, Юри Инджов                | Болгария | 38,332 |

#### Первое упражнение
| Ранг | Команда                                                              | Страна   | Очки   |
| ---- | -------------------------------------------------------------------- | -------- | ------ |
| 1    | Валерий Гончаренко, Николай Гусев, Сайпудин Абубакаров, Игорь Якушов | СССР     | 19,533 |
| 2    | Димитр Димитров, Вихо Колев, Емил Анголов, Юри Инджов                | Болгария | 19,332 |
| 3    | Лешек Антонович, Иозеф Швечик, Богдан Зайонц, Славомир Халада        | Польша   | 19,233 |

#### Второе упражнение
| Ранг | Команда                                                              | Страна   | Очки   |
| ---- | -------------------------------------------------------------------- | -------- | ------ |
| 1    | Лешек Антонович, Иозеф Швечик, Богдан Зайонц, Славомир Халада        | Польша   | 19,699 |
| 2    | Валерий Гончаренко, Николай Гусев, Сайпудин Абубакаров, Игорь Якушов | СССР     | 19,299 |
| 3    | Димитр Димитров, Вихо Колев, Емил Анголов, Юри Инджов                | Болгария | 19,166 |

### Мужские пары

#### Многоборье
| Ранг | Команда                            | Страна   | Очки   |
| ---- | ---------------------------------- | -------- | ------ |
| 1    | Владимир Почивалов, Василий Мачуга | СССР     | 39,433 |
| 2    | Димитр Русинов, Петко Петков       | Болгария | 39,032 |
| 3    | Адам Клиш, Кшистоф Оленьджинский   | Польша   | 38,599 |

#### Первое упражнение
| Ранг | Команда                            | Страна   | Очки   |
| ---- | ---------------------------------- | -------- | ------ |
| 1    | Владимир Почивалов, Василий Мачуга | СССР     | 19,633 |
| 2    | Димитр Русинов, Петко Петков       | Болгария | 19,600 |
| 3    | Адам Клиш, Кшистоф Оленьджинский   | Польша   | 19,400 |

#### Второе упражнение
| Ранг | Команда                            | Страна   | Очки   |
| ---- | ---------------------------------- | -------- | ------ |
| 1    | Владимир Почивалов, Василий Мачуга | СССР     | 19,733 |
| 2    | Димитр Русинов, Петко Петков       | Болгария | 19,433 |
| 3    | Адам Клиш, Кшистоф Оленьджинский   | Польша   | 19,233 |

### Смешанные пары

#### Многоборье
| Ранг | Команда                             | Страна   | Очки   |
| ---- | ----------------------------------- | -------- | ------ |
| 1    | Маргарита Моллова, Димитр Минчев    | Болгария | 39,299 |
| 2    | Татьяна Кривцова, Вячеслав Кузнецов | СССР     | 38,965 |
| 3    | Эми Монтгомери, Джей Грувс          | США      | 36,933 |

#### Первое упражнение
| Ранг | Команда                             | Страна   | Очки   |
| ---- | ----------------------------------- | -------- | ------ |
| 1    | Маргарита Моллова, Димитр Минчев    | Болгария | 19,733 |
| 2    | Татьяна Кривцова, Вячеслав Кузнецов | СССР     | 19,433 |
| 3    | Сабина Филипи, Герберт Мальбах      | ФРГ      | 18,699 |

#### Второе упражнение
| Ранг | Команда                             | Страна   | Очки   |
| ---- | ----------------------------------- | -------- | ------ |
| 1    | Татьяна Кривцова, Вячеслав Кузнецов | СССР     | 19,599 |
| 2    | Маргарита Миллова, Димитр Минчев    | Болгария | 19,566 |
| 3    | Сабина Филипи, Герберт Мальбах      | ФРГ      | 18,999 |

### Женские акробатические прыжки

#### Многоборье
| Ранг | Гимнаст            | Страна   | Очки   |
| ---- | ------------------ | -------- | ------ |
| 1    | Людмила Цыганова   | СССР     | 38,999 |
| 2    | Мелла Мустафова    | Болгария | 38,800 |
| 3    | Валентина Чухарева | СССР     | 38,732 |

#### Первое упражнение
| Ранг | Гимнаст            | Страна   | Очки   |
| ---- | ------------------ | -------- | ------ |
| 1    | Валентина Чухарева | СССР     | 19,70  |
| 2    | Мелла Мустафова    | Болгария | 19,40  |
| 3    | Людмила Цыганова   | СССР     | 19,299 |
| 3    | Бекки Хандрин      | США      | 19,299 |

#### Второе упражнение
| Ранг | Гимнаст          | Страна   | Очки   |
| ---- | ---------------- | -------- | ------ |
| 1    | Людмила Цыганова | СССР     | 19,466 |
| 2    | Мелла Мустафова  | Болгария | 19,433 |
| 3    | Веска Атанасова  | Болгария | 19,366 |

### Женская группа

#### Многоборье
| Ранг | Команда                                           | Страна   | Очки   |
| ---- | ------------------------------------------------- | -------- | ------ |
| 1    | Галина Корчемная, Татьяна Исаенко, Галина Удодова | СССР     | 39,400 |
| 2    | Мария Димитрова, Бонка Енчева, Милка Матеева      | Болгария | 38,766 |
| 3    | Петра Ниол, Карин Кемин, Мартина Кёниг            | ФРГ      | 37,899 |

#### Первое упражнение
| Ранг | Команда                              | Страна   | Очки   |
| ---- | ------------------------------------ | -------- | ------ |
| 1    | Г. Корчемная, Т. Исаенко, Г. Удодова | СССР     | 19,533 |
| 2    | Димитрова, Енчева, Матеева           | Болгария | 19,500 |
| 3    | Ниол, Кемин, Кениг                   | ФРГ      | 18,900 |

#### Второе упражнение
| Ранг | Команда                                    | Страна   | Очки   |
| ---- | ------------------------------------------ | -------- | ------ |
| 1    | Г. Корчемная, Т. Исаенко, Г. Удодова       | СССР     | 19,700 |
| 2    | Беата Боровец, Агата Островска, Алисиа Лех | Польша   | 19,500 |
| 3    | Димитрова, Енчева, Матеева                 | Болгария | 19,433 |

### Женские пары

#### Многоборье
| Ранг | Команда                              | Страна   | Очки   |
| ---- | ------------------------------------ | -------- | ------ |
| 1    | Надежда Тищенко, Маргарита Кухаренко | СССР     | 39,199 |
| 2    | Стефка Генчева, Таня Христова        | Болгария | 38,932 |
| 3    | Ева Руцка, Ева Андрешевска           | Польша   | 38,633 |

#### Первое упражнение
| Ранг | Команда                              | Страна   | Очки   |
| ---- | ------------------------------------ | -------- | ------ |
| 1    | Надежда Тищенко, Маргарита Кухаренко | СССР     | 19,666 |
| 2    | Стефка Генчева, Таня Христова        | Болгария | 19,466 |
| 3    | Ева Руцка, Ева Андрешевска           | Польша   | 19,166 |

#### Второе упражнение
| Ранг | Команда                              | Страна   | Точка  |
| ---- | ------------------------------------ | -------- | ------ |
| 1    | Стефка Генчева, Таня Христова        | Болгария | 19,533 |
| 2    | Надежда Тищенко, Маргарита Кухаренко | СССР     | 19,433 |
| 3    | Ева Руцка, Ева Андрешевска           | Польша   | 19,266 |